# Sheamus
Stephen Farrelly (sinh 28 tháng 1 năm 1978) là một đô vật chuyên nghiệp và diễn viên người Cộng hòa Ireland, được biết nhiều hơn với tên gọi trên võ đài là Sheamus. Anh hiện đang ký hợp đồng với WWE, nơi anh biểu diễn trên thương hiệu Raw, và đang có lần thứ ba giữ đai WWE United States Championship.
Trước khi tham gia WWE, anh thi đấu tại independent circut châu Âu. Sau khi ra mắt dàn sao chính WWE năm 2009, anh đã bốn lần vô địch thế giới, bao gồm ba lần giành đai WWE (Heavyweight) Championship và một lần World Heavyweight Championship. Anh là nhà vô địch thế giới người Ireland đầu tiên trong lịch sử WWE, đồng thời cũng ba lần vô địch WWE United States Championship và năm lần vô địch đồng đội (bốn lần Raw Tag Team và một lần SmackDown Tag Team) cùng Cesaro. Ngoài ra, anh còn thắng giải King of the Ring 2010, thắng trận đấu Royal Rumble 2010 và Money in the Bank, khiến anh trở thành đô vật thứ hai (sau Edge đạt được cả ba thành tựu trên.

## Bắt đầu sự nghiệp đô vật đến năm 2011

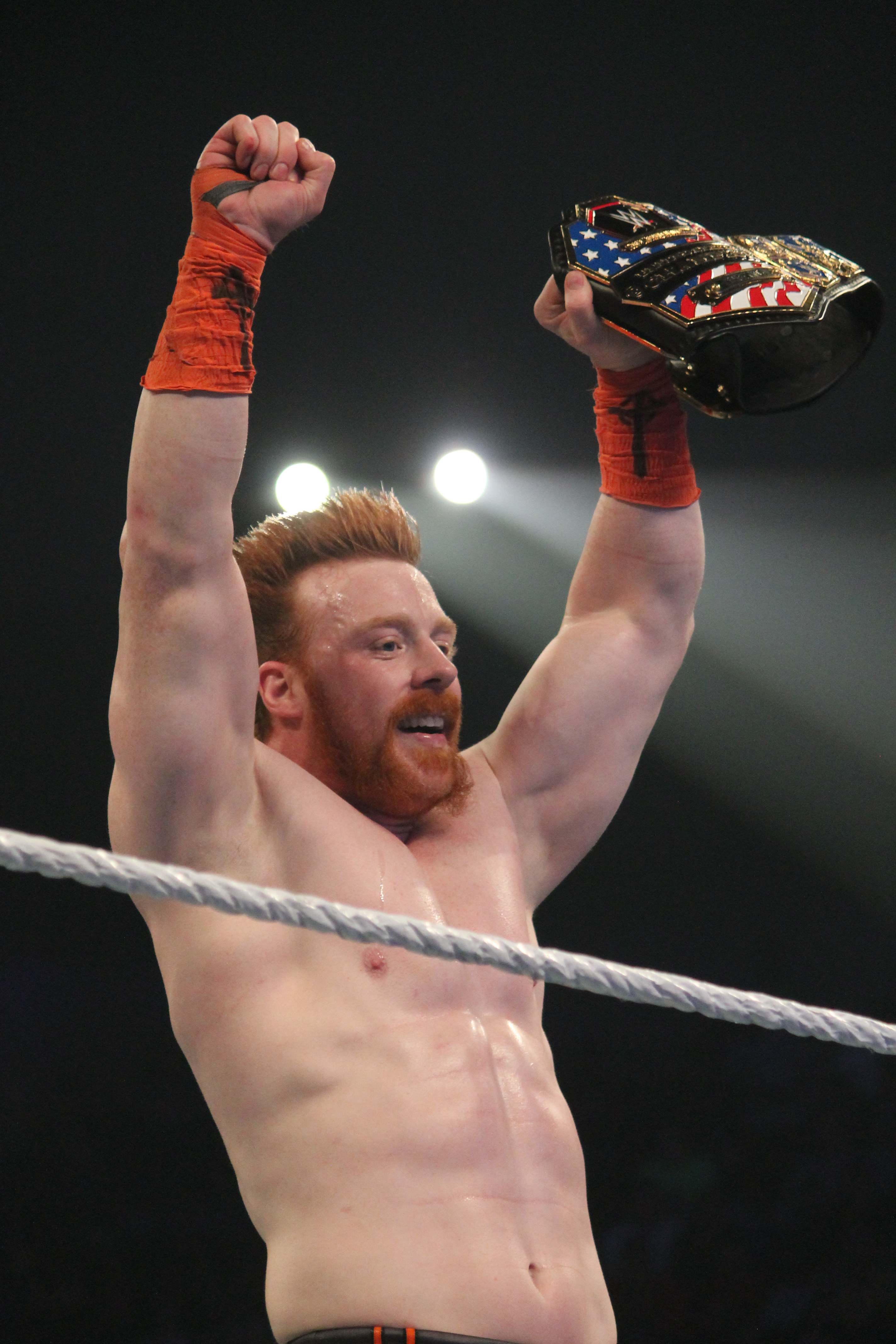
Sheamus, với tư cách là Nhà vô địch WWE Hoa Kỳ, tại buổi ghi hình truyền hình WWE SmackDown vào ngày 16 tháng 9 năm 2014.

Cena, Kofi và cả Randy Orton đều muốn tranh đai với WWE Champion Sheamus. Bắt buộc sẽ có 1 trận đấu giữa Cena, Kofi và Randy Orton. Kết quả là Randy Orton đã chiến thắng. Và tại ROYAL RUMBLE 2010, trận đấu của Randy Orton và Sheamus diễn ra thật hấp dẫn, cho tới khi đồng đội của Randy là Cody Rhodes lên đánh lén Sheamus, trọng tài đã thấy và cho trận đấu ngừng lại với kết quả Sheamus thắng do DQ, dĩ nhiên là anh vẫn tiếp tục giữ đai vô địch WWE Championship. Tại ELIMINATION CHAMBER 2010, Sheamus sẽ chống lại Cena, Randy, Kofi, Triple H và Ted DiBiase trog trận Elimination Chamber Match for the WWE Championship. Anh đã bị loại bởi Triple H và đồng nghĩa với việc anh mất chức vô địch. Tiếp theo thì Sheamus có kẻ thù mới đó là Triple H. Tại WRESTLEMANIA 26, trận đấu với Triple H, anh lại thất bại. Nhưng tại EXTREME RULES 2010 anh là dành đai chiến thắng trước đối thủ của mình. Tại FATAL 4-WAY 2010, trận đấu tranh WWE CHAMPION, anh cũng có mặt và sẽ đấu với John Cena, Randy Orton và Edge. Trận đấu đang diễn ra thì The Nexus xuất hiện, tấn công 4 người, nhưng Sheamus nhanh trí đánh bại John Cena sau khi Cena bị The Nexus đánh tơi bời. Lần thứ 2 Sheamus giành được chức vô địch WWE championship. Tại Summerslam 2010, Randy là đối thủ của anh để tranh đai wwe champion, khi nhấm mình không còn đủ sức để chống lại Randy, anh đã dùng ghế đánh vào Randy, và kết quả là anh chiến thắng, anh vẫn giữ đai. Tại NIGHT OF CHAMPIONS 2010, có trận đấu Six Pack Elimination Challenge gồm 6 người: John Cena, Randy Orton, Edge, Chris Jericho, Wade Barrett và Sheamus, để tranh đai Wwe champion. Khi tất cả các người khác đều bị loại, và chỉ còn Sheamus và Randy Orton, rất cố gắng nhưng anh đã dính chiêu RKO của Randy kết quả là Randy Orton trở thành The New WWE champion. Tại HELL IN A CELL 2010, anh vẫn thất bại trước Randy Orton với trận Hell in a cell match. Sau HELL IN A CELL 2010 thì tại BRAGGING RIGHTS 2010 anh có mặt trong Team Raw để chống lại Team Smackdown. Nhưng anh đã không giúp được Team Raw giành chiến thắng. Mối thù kế tiếp của Sheamus là John Morrison, khi Sheamus tấn công Santino Marella trong show RAW thì John Morrison chạy ra cứu Santino Marella, bằng cách đánh trả lại Sheamus bằng những đòn rất mạnh. Kết quả của mối thù này là tại SURVIVOR SERIES 2010 anh đã thất bại trước John Morrison. Khi mà giải King of the ring được tổ chức, anh đã thành công khi thắng John Morrison ở trận cuối, và trở thành King of the ring 2010. Tại TLC 2010 Sheamus có một trận Ladder match với John Morrison, nhưng lần này trận đấu được quy định như sau: ai thắng thì sẽ là đối thủ số 1 để tranh chức vô địch WWE CHAMPIONSHIP trong ROYAL RUMBLE 2011 (nhà vô địch là THE MIZ). Nhưng anh đã thất bại. Trong một show Raw của tháng 3, anh đã đánh bại Daniel Bryan để trở thành United States Champion.. Trong PPV Extreme Rules 2011 anh đã có 1 trận đấu với Kofi Kingston và đã thua, Kofi Kingston lần đầu tiên trở thành United States Championship.

## Nhà vô địch Hạng nặng Thế giới (2012–2013)
Vào ngày 19 tháng 2 năm 2012, tại Buồng Loại bỏ, Sheamus tấn công nhà vô địch hạng nặng thế giới Daniel Bryan sau khi Bryan giữ được đai của mình, do đó thách thức Bryan và giành chức vô địch hạng nặng thế giới vào ngày 1 tháng 4 tại WrestleMania XXVIII, trong thời gian kỷ lục 18 giây.

## Trong đấu vật
- Biệt danh:
  - "The Celtic Warrior" (Chiến binh Celtic)
- Đòn đánh:
  - Brogue Kick (Đòn kết liễu)
  - Celtic Cross
  - Pale Justice

## Các chức vô địch giành được
- Florida Championship Wrestling
  - FCW Florida Heavyweight Championship (1 lần)
- Irish Whip Wrestling
  - IWW International Heavyweight Championship (2 lần)
- Pro Wrestling Illustrated
  - PWI xếp hạng 5 trong số 500 đô vật xuất sắc nhất năm 2012
- World Wrestling Entertainment/WWE
  - WWE (World Heavyweight) Championship (3 lần)
  - World Heavyweight Championship (1 lần)
  - WWE United States Championship (2 lần)
  - WWE Raw tag team Championship (1 lần, hiện tại, w/ Cesaro)
  - King of the Ring (2010)
  - Money in the Bank (2015)
  - Royal Rumble (2012)
  - Slammy Awards (4 lần)
    - Breakout Star of the Year (2009)
    - Superstar/Diva Most in Need of Make-up (2010)
    - Outstanding Achievement in Muppet Resemblance (2011)
    - Feat of Strength of the Year (2012) Delivering "White Noise" to Big Show
- Wrestling Observer Newsletter
  - Most Improved (2010)